# Cop d'estat al Gabon de 1964
El cop d'estat de 1964 al Gabon va ser perpetrat entre el 17 i el 18 de febrer de 1964 per oficials militars gabonesos que es van aixecar contra el president gabonès Léon M'ba. Abans del cop, el Gabon era considerat un dels països políticament més estables de l'Àfrica. El cop va resultar de la dissolució de la legislatura gabonesa per part de M'ba el 21 de gener de 1964 i, durant una presa de poder amb poques baixes, 150 conspiradors colpistes van detenir M'ba i membres del govern. A través de Ràdio Libreville, van demanar al poble del Gabon que mantingués la calma i van assegurar que la política exterior del país, favorable a França, no canviaria. Es va formar un govern provisional i els dirigents del cop d'estat van posar com a president el diputat Jean-Hilaire Aubame, que era el principal opositor polític de M'ba i que no havia participat en el cop. Mentrestant, van enviar M'ba a Lambaréné, a 250 quilòmetres de la capital gabonesa, Libreville. El poble gabonès no es va rebel·lar ni va reaccionar quan es va assabentar del cop, la qual cosa l'exèrcit va interpretar com un senyal d'aprovació.
Després de ser informat del cop pel Cap d'Estat Major del Gabon Albert-Bernard Bongo, el president francès Charles de Gaulle va decidir restaurar el govern de M'ba, honrant un tractat de 1960 signat entre el govern deposat i França quan el Gabon es va independitzar. Amb l'ajuda de paracaigudistes francesos, el govern provisional va ser enderrocat durant la nit del 19 de febrer i M'ba va ser restituït com a president. Posteriorment, M'ba va empresonar més de 150 dels seus opositors i va prometre un «càstig total» sense cap mena de perdó ni pietat. Aubame va ser sentenciat a 10 anys de treballs forçats i 10 anys d'exili, sentència que va ser posteriorment commutada. Durant aquest temps, el president envellit es va tornar cada vegada més solitari i va optar per romandre al seu palau presidencial sota la protecció de les tropes franceses. En els tres anys següents, a M'ba li van diagnosticar un càncer; va morir el 28 de novembre de 1967.

## Antecedents i orígens

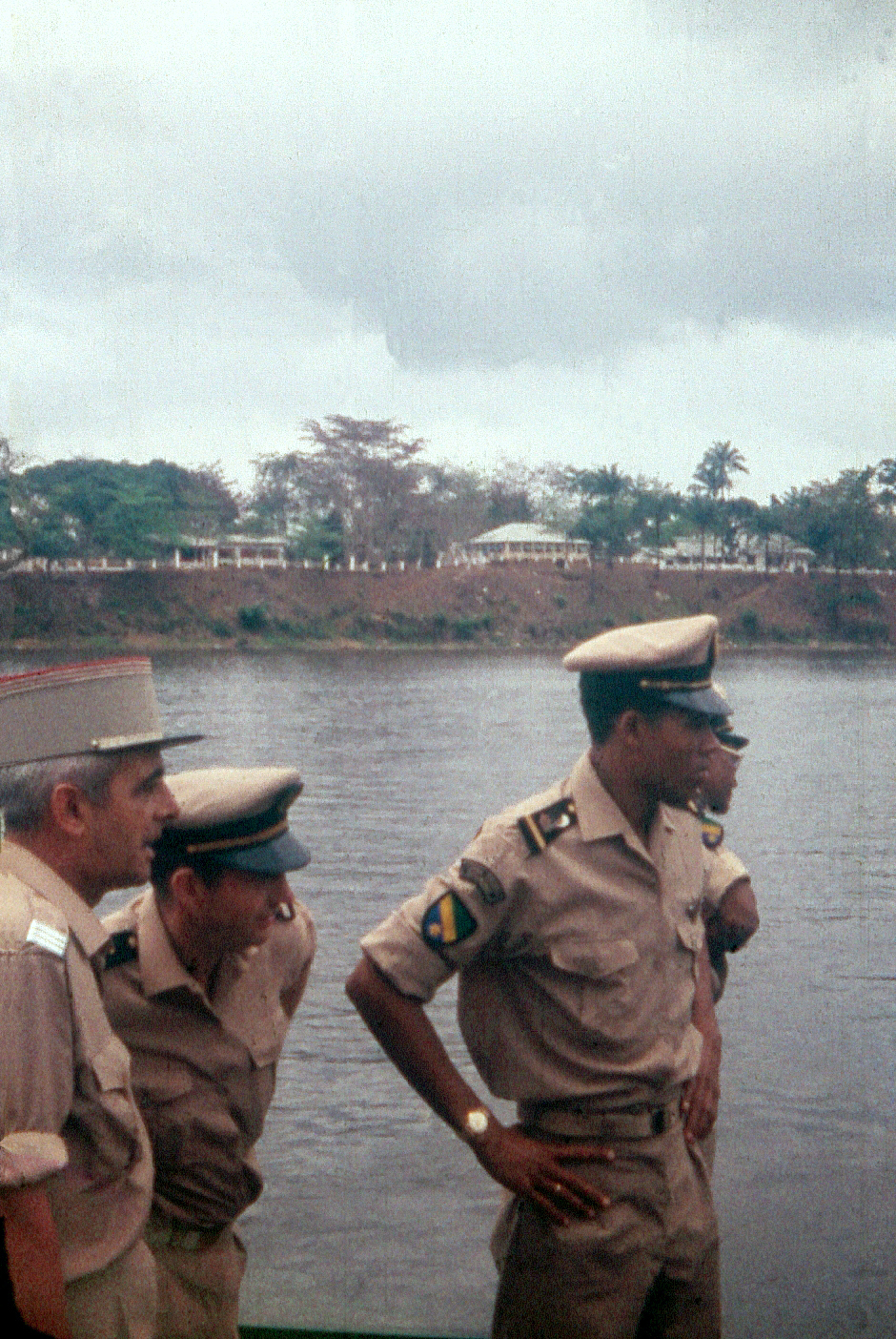
Oficials militars gabonesos i francesos, 1959

El Gabon es va independitzar de França el 17 d'agost de 1960. El país tenia un nivell de vida relativament alt i es considerava un dels països més estables de l'Àfrica occidental, tant políticament com econòmica. En el moment del cop, el país tenia un ingrés anual mitjà estimat de 200 dòlars dels EUA i era un dels pocs països d'Àfrica amb una balança comercial positiva, ja que les exportacions superaven les importacions per 30 punts. El 1964, el país figurava entre els majors productors d'urani i manganès de l'Àfrica francesa, la qual cosa va ser una de les raons de la intervenció francesa al cop segons la revista Time. A més a més, també hi tenia interessos petroliers, de ferro i de fusta.
Léon M'ba va ser un dels aliats més lleials de França a l'Àfrica, fins i tot després de la independència del país. De fet, França va mantenir-hi 600 paracaigudistes i una unitat de la força aèria, que incloïa caces Mirage V i Jaguar, a la base militar de Camp de Gaulle fins almenys l'any 1987, com a advertiment a qualsevol conspirador colpista gabonès. Durant una visita a França el 1961, M'ba va pronunciar la ben coneguda frase, que «tots els gabonesos tenen dues pàtries: França i el Gabon». Els europeus van gaudir d'un tracte especialment amistós sota el seu règim. El periodista francès Pierre Péan va afirmar que M'ba va tractar d'impedir en secret la independència del Gabon i, en canvi, va pressionar perquè es convertís en un territori d'ultramar de França. Va arribar a dir que «el Gabon és un cas extrem, al caire de la caricatura, de neocolonialisme».
M'ba aspirava a establir el Gabon com una democràcia, la qual cosa creia necessari per a atreure als inversors estrangers. Al mateix temps, va intentar conciliar els imperatius de la democràcia amb la necessitat d'un govern fort i coherent. No obstant això, en la pràctica, M'ba va mostrar una feblesa en l'assoliment del seu objectiu —en aquells dies se'l coneixia com «el vell», o «el cap»— de tenir un alt grau d'autoritat. El 21 de febrer de 1961 es va aprovar per unanimitat una nova constitució, que establia un règim «hiperpresidencial». M'ba tenia aleshores plens poders executius: podia nomenar ministres les funcions i les responsabilitats dels quals eren decidides per ell; podia dissoldre l'Assemblea Nacional quan volgués o prolongar el seu mandat més enllà dels cinc anys normals; podia declarar l'estat d'emergència quan ho considerés necessari, encara que per a aquesta esmena hauria de consultar al poble mitjançant un referèndum. Això era, de fet, molt similar a la constitució adoptada més o menys al mateix temps a favor de Fulbert Youlou, el primer president de la República del Congo. Un informe del servei secret francès resumia la situació:
| « | Volent i creient sincerament ser un demòcrata, fins al punt que cap acusació l'irrita més que la de ser un dictador, no ha parat fins aconseguir que es voti una constitució que li dona pràcticament tots els poders i redueix el parlament al paper d'un costós teló de fons que fins i tot s'amaga si cal. | » |

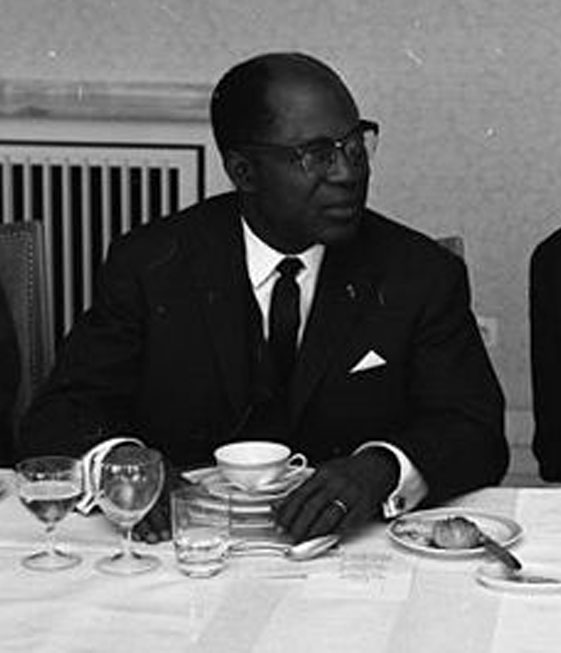
Jean-Hilaire Aubame, ministre d'Afers Exteriors del Gabon

El principal oponent polític de M'ba havia estat Jean-Hilaire Aubame, antic protegit i fill adoptiu del seu germanastre. M'ba tenia el suport dels interessos forestals francesos, mentre que Aubame estava secundat per les missions catòliques i l'administració francesa. Aubame, diputat del partit d'oposició l'Union démocratique et sociale gabonaise (UDSG) a l'Assemblea Nacional, tenia poques diferències ideològiques significatives amb el Bloc Démocratique Gabonais (BDG) dirigit per M'ba, entre elles la d'advocar per una menor dependència econòmica de França i una «africanització» més ràpida dels càrrecs polítics francesos. No obstant això, la nova constitució i la Unió Nacional (unió política que van fundar) van detenir les disputes entre M'ba i Aubame entre els anys 1961 i 1963. Malgrat això, el descontentament polític va créixer entre la població i molts estudiants van dur a terme manifestacions en contra de les freqüents dissolucions de l'Assemblea Nacional i l'actitud política general del país. El president no va dubtar a fer complir la llei per si mateix, assotant els ciutadans que no li mostraven respecte amb un sjambok (tipus de fuet) i, fins i tot, als transeünts que «s'oblidaven» de saludar-lo.
Aubame va ser ministre de relacions exteriors sota el govern de coalició, encara que a principis de 1963 va ser expulsat del Gabinet per negar-se a crear un partit únic gabonès. Per destituir Aubame del seu escó parlamentari, M'ba el va nomenar President del Tribunal Suprem el 25 de febrer, un càrrec sense pràcticament cap poder. Els partidaris de M'ba van tractar d'aprovar un projecte de llei que declarava que un membre del parlament només podia tenir un únic paper en el govern. El president va afirmar que Aubame havia renunciat a l'Assemblea Nacional, al·legant incompatibilitat amb les funcions de l'assemblea. No obstant això, Aubame va renunciar inesperadament a la Cort Suprema el 10 de gener de 1964, complicant les coses per a M'ba. En un atac de ràbia, M'ba va dissoldre l'Assemblea Nacional el 21 de gener de 1964. The New York Times va especular sobre si això era degut al fet que no va fer costat a M'ba en la destitució d'Aubame.
Es van anunciar noves condicions electorals, destacant la reducció dels 67 districtes electorals a 47. M'ba va inhabilitar Aubame anunciant que qualsevol que hagués ocupat un lloc recentment quedava exclòs. A més, qualsevol partit hauria de presentar 47 candidats que havien de pagar 160 dòlars. Això representava més de 7.500 dòlars sense considerar les despeses de campanya. La idea de M'ba era que cap altre partit que no fos el seu tindria els diners per a presentar candidats. En resposta a això, l'oposició va anunciar la seva negativa a participar en unes eleccions que no considerava justes.

## Planificació

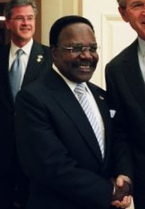
Bongo, l'any 2004

Poc se sap de la planificació del cop. No va haver-hi manifestacions després de la dissolució de l'Assemblea Nacional per M'ba, per la qual cosa el cop podria classificar-se com un simple «cop de palau». En l'edició de 1964-1965 dels anomenats Adelphi Papers s'especula sobre el fet que la contínua presència de joves oficials militars francesos al Gabon podria haver estat una inspiració per als conspiradors del cop. Gran part dels 600 homes de l'exèrcit gabonès havien servit anteriorment en l'exèrcit francès, on se'ls pagava modestament, abans de la independència. Com gran part de la resta del país, estaven disgustats per les accions de M'ba contra Aubame, essent això una probable causa d'implicació.
L'ambaixador dels EUA a Gabon, Charles Darlington, va suggerir que els colpistes podrien haver intentat imitar l'estil del coronel Christophe Soglo. Soglo, un comandant de l'exèrcit de 800 homes de Dahomey, havia deposat el president Hubert Maga a l'octubre de 1963, va governar durant un mes i després va renunciar en favor dels ciutadans de Dahomey. Els conspiradors aparentment no van considerar la participació francesa, per la qual cosa no van prendre cap mesura addicional per a evitar-ho. Podrien haver generat protestes per a mostrar el suport del públic, encara que el portaveu dels conspiradors del cop, el sotstinent Daniel Mbene, va justificar-lo afirmant, en una emissió radiofònica, que l'exèrcit havia d'actuar per a evitar l'onada de «manifestacions incontrolables que haurien estat difícils d'aturar».
És poc probable que Aubame participés en la planificació del cop. Sembla que es va unir al pla després de ser «reclutat» pel nou govern. El seu nebot, Pierre Eyeguet, antic ambaixador al Regne Unit, podria haver tingut notícia anticipada de la trama i haver notificat el seu oncle, tot i que es desconeix si Aubame va establir o no contacte amb els conspiradors.
En canvi, el tinent Valère Essone només va decidir participar el 17 de febrer. Aquesta va ser una decisió crucial ja que va dirigir la Primera Companyia de l'Exèrcit Gabonès, la companyia dels altres oficials. Aparentment, aleshores va dir a les seves tropes que realitzessin maniobres nocturnes rutinàries. Aquest dia, el cap d'Estat Major del Gabon, Albert Bernard (més tard Omar) Bongo, va informar el President M'ba que el nombre de tropes als afores de Libreville era inusualment alt. M'ba, no obstant això, no va donar gaire importància a aquesta anomalia.

## Cop
Durant la nit del 17 de febrer i la matinada del 18 de febrer de 1964, 150 militars, gendarmes i policies gaboneses, encapçalats pels tinents Jacques Mombo i Valére Essone, van prendre el control del palau presidencial. Els gendarmes de torn van afirmar que això no era més que un exercici militar. Tanmateix, durant l'«exercici» els tinents van arrossegar el president M'ba fora del seu llit a punta de pistola. Bongo va sentir aquest soroll i va trucar al president de l'Assemblea Nacional, Louis Bigmann, per saber què havia passat. Bigmann va arribar al palau presidencial i va preguntar als rebels el que li havia preguntat Bongo. En aquest moment van obrir les portes i el van arrestar a ell també. Els conspiradors van arrestar tots els membres del gabinet gabonès excepte el respectat ministre André Gustave Anguilé. Pel que sembla, els conspiradors el van deixar lliure amb l'esperança que s'unís a ells, encara que abans del migdia va demanar ser arrestat. Joseph N'Goua, el ministre d'afers exteriors gabonès, va poder informar-ne l'ambaixada francesa abans de ser arrestat.
Els insurgents, que es van autodenominar «comitè revolucionari», es van distribuir estratègicament per la capital gabonesa durant la nit. Van tancar l'aeroport i es van apoderar de l'oficina de correus i de l'emissora de ràdio. A Ràdio Libreville els militars van anunciar que s'havia produït un cop d'estat i que necessitaven «assistència tècnica». Van emetre declaracions radiofòniques, cada mitja hora, en les quals prometien que «es restablirien les llibertats públiques i s'alliberarien tots els presos polítics» i van ordenar als francesos que no interferissin en l'assumpte, al·legant que seria una violació de la seva sobirania. A més, van decretar el tancament d'escoles i negocis. M'ba va reconèixer la seva derrota en una emissió de ràdio, seguint les ordres dels seus captors. Va dir: «el Dia D ha arribat, les injustícies han anat massa enllà, aquest poble és pacient, però la seva paciència s'ha esgotat... ha arribat al límit.»
Durant aquests esdeveniments, no va haver-hi trets. La gent no va reaccionar amb cap força, cosa que els militars van interpretar com un senyal d'aprovació. Es va formar un govern provisional, compost per polítics civils de la UDSG i el BDG com Philippe N'dong, director de la revista literària gabonesa Réalités Gabonaises; el Dr. Eloi Chambrier, l'únic metge de Gabon; Philippe Mory, famós actor gabonès; i el funcionari Paul Gondjout. Mbene va declarar que el govern provisional no inclouria cap membre del govern de M'ba. Va declarar que la política exterior gabonesa profrancesa es mantindria sense canvis i que Mombo supervisaria el govern fins que se li donés la presidència a Aubame. Els conspiradors es van acontentar amb garantir la seguretat dels civils, instant-los a mantenir la calma i a no fer mal a ningú. La majoria d'ells eren oficials subalterns, que vivien a les casernes de l'exèrcit. Els oficials superiors no van intervenir, sinó que es van quedar a les seves «comfortables» cases. Aubame no estava al corrent del cop fins que l'ambaixador francès a Gabon, Paul Cousseran, el va trucar per telèfon, més o menys mitja hora després de l'alba. A Cousseran l'havia despertat el soroll dels carrers i havia comprovat què estava succeint. Aubame va respondre que havia d'esbrinar per què no hi havia «cap govern», ja que Cousseran mai li va esmentar directament un cop d'estat. De totes maneres, a mig matí, un automòbil que portava el «comitè revolucionari» va arribar a la residència d'Aubame i el va conduir a les oficines del govern, on havia estat nomenat president.
El sotstinent Ndo Edou va donar instruccions de traslladar M'ba a Ndjolé, el bastió electoral d'Aubame. Però, a causa de les fortes pluges, el president deposat i els seus captors es van refugiar en un poble que no se sap quin era. L'endemà van decidir portar-lo per la carretera, més fàcil, que va cap a Lambaréné. Diverses hores després, tornaven a Libreville.

### Intervenció francesa
Les autoritats franceses van rebre primer de Bongo la informació sobre el cop, no de l'ambaixador Cousseran, la qual cosa va fer que li atorguessin un cert prestigi. El president De Gaulle, aconsellat pel seu conseller principal en política africana, Jacques Foccart, va decidir que restauraria el govern legítim. Això va ser d'acord amb un tractat de 1960 entre Gabon i els francesos, que va ser signat per Aubame quan era Ministre d'Afers Exteriors. Foccart, d'altra banda, només havia decidit dur a terme el contraatac per a protegir els interessos del grup petrolier francès Elf, que operava al Gabon i estava dirigit per un amic íntim seu. M'ba també era un amic íntim seu; David Yates informa que M'ba podia trucar a Foccart personalment i que aquest es reuniria amb ell «en qualsevol moment». En qualsevol cas, els comentaristes francesos van afirmar que si no intervenien, estarien temptant altres dissidents. França s'havia abstingut d'intervenir en els recents cops d'estat al Congo francès, Dahomey i Togo, malgrat que s'oposava a tots ells. No obstant això, el cop gabonès diferia en què, segons ells, mancava d'un suport públic notable. Després del restabliment del govern de M'ba al Gabon, els francesos van intervenir militarment a Àfrica aproximadament cada dos anys. En 1995, el Ministre francès d'Assistència Exterior, Jacques Godfrain, va explicar que París «intervindrà cada vegada que un poder democràtic elegit sigui enderrocat per un cop d'estat si hi tenim un acord de cooperació militar».
Poc després de la reunió de De Gaulle i Foccart, els comandants francesos Haulin i Royer van ser alliberats a petició de l'Ambaixada de França. La intervenció no podia començar sense una petició formal al Cap d'Estat de Gabon. Com que M'ba estava retingut com a ostatge, els francesos es van posar en contacte amb el Vicepresident del Gabon, Paul-Marie Yembit, que no havia estat detingut. En aquell moment, Yembit estava en un cotxe amb l'ambaixador dels EUA Charles Darlington viatjant a N'Dende. Es tractava d'inaugurar oficialment una escola construïda pel Cos de Pau en la rodalia, concretament, en el lloc de naixement de Yembit, Moussambou, i completar la seva campanya electoral. Per tant, van decidir redactar una carta amb data prèvia, que Yembit signaria més tard, confirmant la seva intervenció. L'hi van enviar a través d'un petit avió, ja que en aquell moment no hi havia ponts de carretera a Gabon i l'única manera de travessar un riu era amb ferri. Yembit no va tornar a Libreville en l'avió com era d'esperar, sinó que a les 8.00 WAT del 18 de febrer va llegir una declaració per Ràdio Libreville que probablement va ser preparada per funcionaris francesos. Yembit, no obstant això, va afirmar que demanaria la intervenció francesa si les tropes insurgents mantenien M'ba com a ostatge; aquesta versió de la història va ser ràpidament posada en dubte per diversos diplomàtics, ja que algunes tropes franceses havien arribat abans d'aquest suposat incident.
Menys de 24 hores després que es notifiqués a De Gaulle, es va notificar als paracaigudistes francesos estacionats a Dakar i Brazzaville sota el comandament del General René Cogny i el General Kergaravat que anaven a posar fi al cop. Això havia ocorregut fins i tot abans que es formés el govern provincial. Maurice Robert i Guy Ponsaille, que estaven en un grup que Foccart havia convocat per discutir la intervenció francesa, formaven part de la unitat de paracaigudistes. Amb ordres de Foccart de «normalitzar» la situació per al 19 de febrer o l'endemà a tot tardar, a les 10.50 WAT del 18 de febrer, els primers 50 soldats van aterrar en l'Aeroport Internacional de Libreville. Els rebels van tancar l'aeroport, però no van poder establir obstacles, permetent a les tropes franceses aterrar sense cap problema, malgrat la gran tempesta que estava caient. Al llarg d'aquell dia, més de 600 paracaigudistes van arribar a l'aeroport.

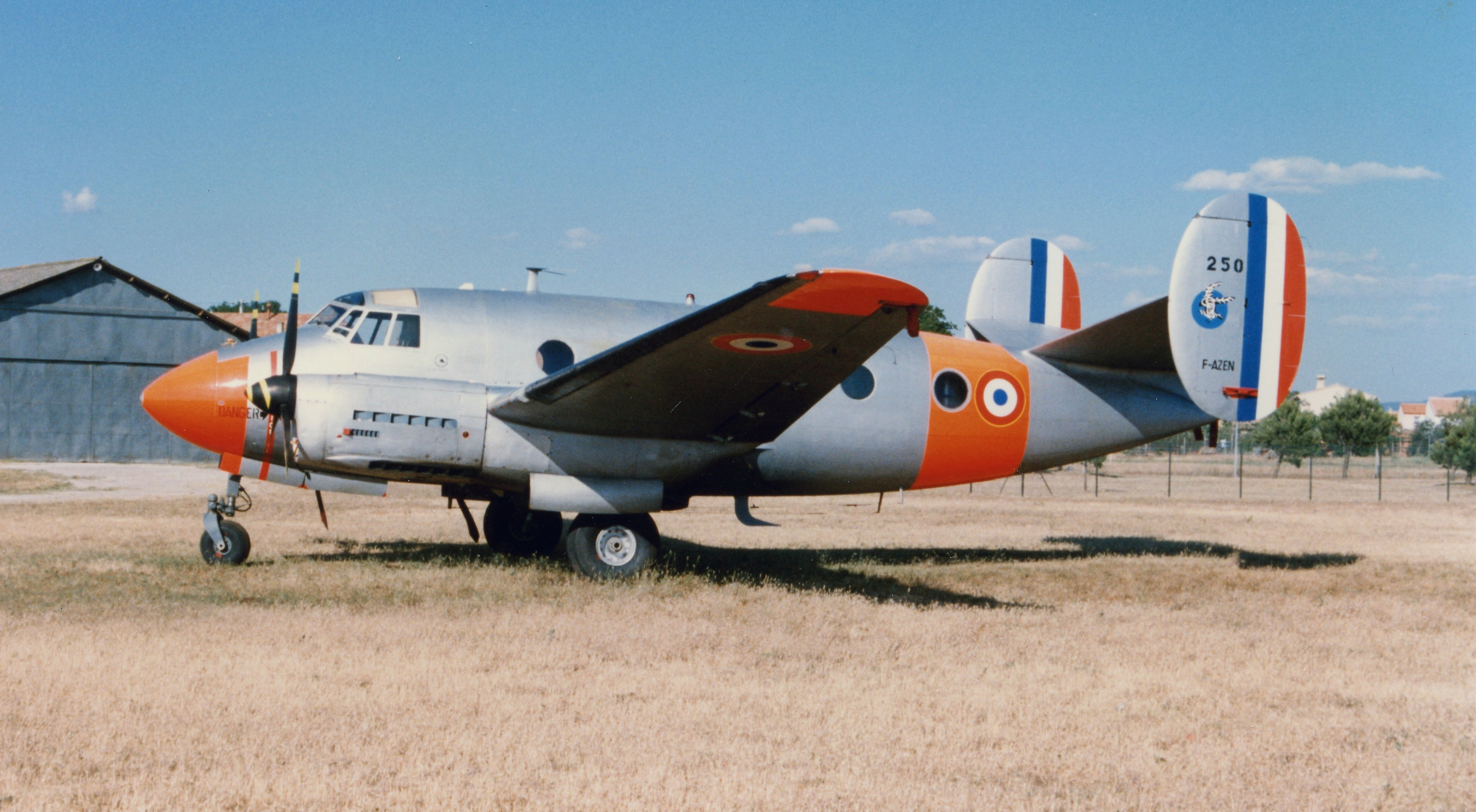
Dassault MD 315 Flamant de l'exèrcit de l'aire francès (1989)

Escombrant Libreville sense oposició, les tropes van capturar fàcilment el consell provincial, tot i que van trobar resistència en la base militar de Baraka a Lambaréné quan van atacar a plena llum de dia. En assabentar-se de l'imminent atac, Aubame va trucar a Cousseran i li va preguntar què havia estat passant. Cousseran va evitar respondre a la pregunta i va demanar que Aubame alliberés M'ba sa i estalvi. Després de rebre la falsa garantia de l'ambaixador que el govern francès no tenia intenció de restaurar M'ba en el poder, Aubame va enviar un oficial militar al camp perquè anés a buscar el president deposat. M'ba va ser traslladat a un petit poble prop de l'Hospital Albert Schweitzer. En la matinada del 19 de febrer, avions Dassault MD 315 Flamant de la Força Aèria Francesa van bombardejar els rebels a Baraka, mentre que l'Exèrcit Francès va atacar els insurgents amb foc de metralladora i morters. Els rebels de la base militar es van rendir ràpidament una vegada que es va esgotar el seu subministrament de municions i el seu comandant, el tinent Ndo Edou, va ser executat. Més tard, l'exèrcit francès va aconseguir travessar la porta del llogaret on es trobava M'ba i va rescatar el president deposat.
Abans d'acabar el dia, les tropes franceses van envoltar tots els edificis públics de Libreville. Poc després, Ràdio Libreville va anunciar la rendició de les forces rebels. Kergaravat va concloure la seva operació militar el 20 de febrer, saludant Cousseran i dient «Missió complerta». En el transcurs d'aquesta, un soldat francès va ser assassinat i 18 van morir en el costat gabonès. Fonts no oficials van dir que havien mort dos soldats francesos i 25 insurgents, i que més de 40 soldats gabonesos i quatre francesos havien resultat ferits. El nombre de víctimes civils era desconegut però nombrós, ja que els sostres de palla de les seves cases no eren un bon protector contra les bales aèries.

## Conseqüències

### Immediatament després i els disturbis

L'ambaixada dels Estats Units a Libreville

La intervenció de França en el cop va ser obertament aplaudida pel Txad, la Costa d'Ivori, Madagascar, el Níger, la República Centreafricana i l'Alt Volta. De fet, França a penes va ser criticada a l'Àfrica, excepte una lleu resposta de Dahomey i una altra de la República Democràtica del Congo. La qüestió no es va examinar en la següent reunió del Consell de Ministres de la OUA, celebrada del 24 al 29 de febrer a Lagos. El moviment revolucionari de l'Àfrica francesa va retrocedir immediatament després del cop.
M'ba va ser retornat a Libreville el 21 de febrer. Poc després de la seva arribada, es va aixecar el toc de queda de les 10.00 de la nit que havia estat imposat pels francesos, i algunes botigues van ser reobertes. Esquadrons d'oficials, coneguts com «els goril·les», van viatjar per Libreville i van arrestar qualsevol sospitós d'oposar-se a M'ba. Després de la seva reincorporació, M'ba es va negar a creure que el cop estava dirigit contra el seu règim, considerant-lo en canvi com una conspiració contra l'Estat. No obstant això, després del cop M'ba va acomiadar tots els soldats de l'exèrcit i va començar a reclutar nous homes.
L'1 de març, però, van començar les manifestacions antigovernamentals, amb manifestants que cridaven «Léon M'ba, président des Français!» («Léon M'ba, president dels francesos!») i demanant la fi de la «dictadura». Originades a Libreville, aquestes manifestacions es van estendre a Port-Gentil i N'Dende i van durar fins a l'estiu. Quan 1.000 manifestants progovern van respondre cridant «Llarga vida a Léon M'ba» fora del palau presidencial, van ser atacats pels dissidents. Entre els manifestants progovernamentals es trobava una opositora, Martine Oyane, que havia estat despullada a la força després de la seva detenció, colpejada per la policia, va desfilar nua per tot Libreville i va ser obligada a cridar «Llarga vida a Léon M'ba». En el moment culminant d'aquestes manifestacions, entre 3.000 i 4.000 gabonesos van protestar en tot el centre de Libreville. Els manifestants també van descarregar la seva ira contra els francesos a Gabon, apedregant més de 30 cotxes pertanyents a francesos i cridant «Vés-te'n a casa, vés-te'n a casa!». Els disturbis van ser tan intensos que M'ba va anunciar que qui anés a treballar no seria pagat. Els francesos van reaccionar a aquests incidents a cops de culata i llançant granades. La multitud va respondre llançant ampolles i pedres, encara que va ser controlada poc després. No es va informar que hi hagués manifestants ferits, a pesar que la policia gabonesa havia rebut ordres de disparar contra els manifestants.

### Al·legacions d'implicació dels Estats Units
Alguns gabonesos van identificar erròniament els Estats Units com a co-conspirador del cop. El Time va afirmar que els funcionaris francesos van ajudar a difondre el rumor de la participació estatunidenca. Això va arribar a un punt en el qual algunes estacions de servei es van negar a atendre Darlington i altres americans. Després que William F. Courtney, sotscap de l'ambaixada dels Estats Units, rebés una trucada d'un home que s'identificava com DuPont i amenaçava amb un atac imminent, una granada de mà va explotar fora de l'ambaixada. L'explosió, que es va produir el 3 de març en un moment en què l'edifici estava tancat i bloquejat, va provocar danys en el cartell de l'ambaixada i l'esquerdament de dues finestres.
Després del bombardeig, els gabonesos francesos van fer més amenaces telefòniques a l'ambaixada. Una segona bomba va explotar a l'ambaixada dues nits després, sense causar danys. Un tiroteig des d'un cotxe, durant el qual es van disparar almenys cinc trets de cartutx amb una escopeta automàtica del calibre 12, va crivellar les finestres del segon pis amb més de 30 forats. És probable que els seus autors fossin francesos, ja que els gabonesos no tenen accés a les granades. Després del segon bombardeig es va veure un cotxe amb homes blancs que passava pel Shore Boulevard, que normalment hauria estat buit. En aquell moment, pràcticament els únics homes blancs a Gabon eren francesos.
Dos policies gabonesos van ser assignats per protegir l'edifici, i M'ba va ordenar una investigació sobre els bombardejos. Va denunciar les acusacions contra els americans, dient:
| « | Res permet determinar que els Estats Units van exercir un paper en els recents esdeveniments. De totes maneres, les relacions d'amistat existents entre els membres de l'Ambaixada dels Estats Units i alguns polítics que van participar en la rebel·lió podrien haver donat aquesta impressió a alguns, una impressió que jo no comparteixo pas. | » |

Molts d'aquests atacs contra els americans van ser personalment contra Darlington. Al juliol el seu fill Christopher va ser colpit per una granada, encara que no va explotar. L'ambaixador va renunciar al seu lloc el 26 de juliol. No va ser fins al 14 d'agost de 1965 que David M. Bane el va reemplaçar.

### Eleccions de 1964
Malgrat aquests incidents, les eleccions legislatives previstes abans del cop es van celebrar l'abril de 1964. Originalment havien de celebrar-se el 23 de febrer, però es va dissoldre l'Assemblea Nacional i les van haver de reprogramar per al dia 12 d'abril. Davant la insistència dels francesos, M'ba va permetre que es presentessin candidats de l'oposició, ja que aquesta considerava que la seva prohibició havia estat la raó principal per a iniciar el cop. No obstant això, no es va permetre que hi concorreguessin els seus dirigents a causa de la seva participació en el cop, i els organitzadors coneguts contraris a M'ba van ser deportats a zones remotes del país. A més, se sabia que M'ba havia subornat els votants amb bitllets.
França va seguir de prop les eleccions, deportant un professor del Cos de Pau. La UDSG va desaparèixer de l'escena política, i l'oposició a M'ba estava composta per partits que no tenien un enfocament nacional i mantenien només plataformes regionals o pro-democràcia. No obstant això, l'oposició va obtenir el 46% dels vots i 16 dels 47 escons de l'assemblea, mentre que el BDG va aconseguir el 54% dels vots i 31 escons. L'oposició va qüestionar aquests resultats i va realitzar vagues a tot el país, encara que aquestes no van tenir un impacte considerable en els negocis.

### El judici de Lambaréné i la resta del mandat de M'ba
Aubame i Gondjout van fugir de Libreville, però van ser capturats en algun moment abans del 20 de febrer. La majoria dels altres rebels es van refugiar en l'ambaixada dels EUA, encara que aviat van ser descoberts i portats a la presó. A l'agost, es va iniciar un judici contra els militars rebels i al govern provisional a Lambaréné. Es va imposar un «estat de precaució», que va decretar que el govern local mantenia la vigilància sobre els sospitosos de ser esvalotadors i, si era necessari, ordenava el toc de queda, mentre que es requerien permisos especials per a viatjar per la ciutat. El judici es va celebrar en un edifici escolar amb vista al riu Ogooué, que estava prop de l'hospital d'Albert Schweitzer. L'espai per a l'audiència era limitat, per la qual cosa es va prohibir al públic assistir-hi. Es necessitaven permisos per a assistir al judici, i els membres de les famílies estaven limitats a un permís cadascuna. La cobertura de premsa era limitada, i els periodistes només podien assistir si representaven una agència de notícies d'alt nivell. A més, hi havia restriccions en la defensa dels acusats.
La fiscalia va cridar 64 testimonis diversos. Essone, Mbene i Aubame van sostenir que la seva participació en el cop es va deure a la falta de desenvolupament de l'exèrcit gabonès. El jutge Leon Auge, el jutge del cas, va dir que si «aquesta és l'única raó del seu cop d'estat, mereixen una pena severa». Essone va dir que gairebé tots els oficials militars gabonesos sabien per endavant d'un cop imminent, mentre que Aubame es va mantenir en la seva posició de la no participació en la planificació del cop. Segons ell, va formar el govern provisional de manera constitucional i a petició d'alguns «colpistes». Va raonar que la intervenció francesa era efectivament un acte d'interferència il·legal, afirmació que Gondjout i l'ex ministre d'educació, Jean Marc Ekoh, compartien. Ekoh havia estat Ministre d'Afers exteriors durant el cop. L'actor gabonès Philippe Mory va dir que haurien de ser les tropes franceses les que fossin jutjades, no ell i els seus camarades: «Si haguéssim pogut posar uns quants soldats gabonesos més contra els francesos, hauríem guanyat, i no hauríem de ser aquí avui».
El 9 de setembre, sense consultar M'ba, Leon Auge va emetre un veredicte que va absoldre tant Ekoh com Gondjout toti que els càrrecs podien arribar a comportar la pena de mort. Aubame va ser condemnat a 10 anys de treballs forçats i 10 anys d'exili en una remota illa de Settecama, a 161 km de la costa de Gabon, com la majoria dels condemnats del cas. No va ser particularment popular durant la seva carrera política, encara que, segons Time, el seu arrest «el va fer créixer fins a aconseguir proporcions heroiques als ulls d'un públic engrescat». Mentre complia els seus 10 anys de treball, va ser colpejat regularment pels guàrdies de la presó. A més d'Aubame, M'ba va empresonar més de 150 dels seus oponents, la majoria dels quals van ser sentenciats a 20 anys de treballs forçats. Aquests incloïen els dos oficials i el nebot d'Aubame, Pierre Eyeguet, un exambaixador al Regne Unit. L'actor i el metge van ser condemnats a 10 anys de presó cadascun. Tot i haver fet una crida a la pau el 18 de febrer, va prometre «no perdonar ni tenir pietat» amb els seus enemics, sinó més aviat «castigar-los totalment».
Dos anys després del cop d'estat, encara hi havia una repressió generalitzada de la dissidència a Gabon. Arran d'aquests esdeveniments, M'ba es va tornar cada vegada més solitari, romanent en el seu palau presidencial protegit per les tropes franceses conegudes com el «Clan dels Gabonesos». Ni tan sols Yembit estava prop d'ell, però els amics de Foccart, Ponsaille i Robert «mai estaven lluny» de M'ba, segons Pean, i van proporcionar a l'ancià president assessorament i consell. M'ba, tanmateix, encara estava convençut de la seva popularitat. Tres anys més tard dels fets, a M'ba li van diagnosticar un càncer i va morir el 28 de novembre de 1967. Després de la mort de M'ba, Bongo, secundat per França, el va succeir com a president i va alliberar Aubame en 1972.